# Williams FW20
El Williams FW20 fue un monoplaza de Fórmula 1 mediante el cual el equipo Williams compitió en la temporada 1998 de Fórmula 1. Fue conducido por Jacques Villeneuve, el vigente campeón, y Heinz-Harald Frentzen, quien disputaba el segundo año en el equipo.

## Diseño

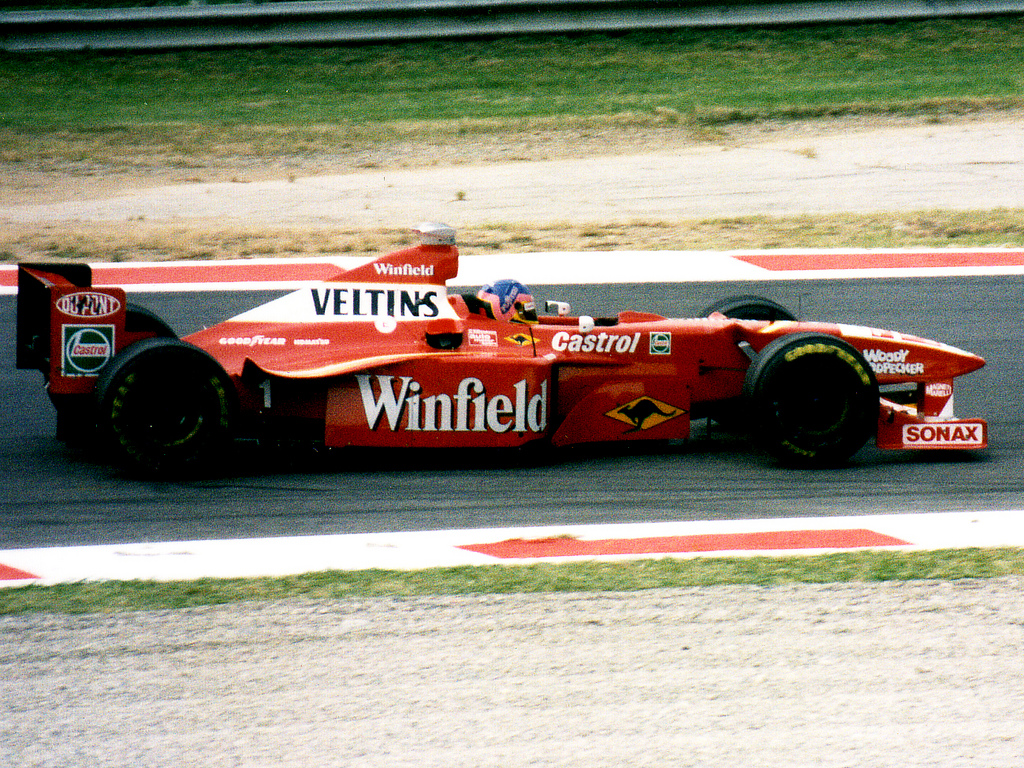
Jacques Villeneuve a bordo del FW20 en el Gran Premio de Italia de 1998.

El equipo fue seriamente afectado por la marcha del jefe de diseño Adrian Newey a McLaren, y Renault se retiró como proveedor de motores de Fórmula 1. Newey y Renault habían convertido a Williams en el equipo dominante de principios y mediados de los años 1990. Newey se había marchado a finales de 1996, pero su aportación se había destinado al FW19 de 1997, por lo que el FW20 fue el primer coche Williams desde 1990 que no llevaba directamente su diseño, aunque cosméticamente se parecía al FW19. El coche estaba equipado con una versión con la insignia Mecachrome de lo que era esencialmente el motor del año anterior. También desapareció la distintiva librea azul y blanca de los Rothmans, ya que la compañía había decidido promover su marca Winfield.
En el lanzamiento del coche, Patrick Head y Geoff Willis admitieron que el FW20 tenía un diseño bastante conservador, pero subrayaron que todavía tenían esperanzas de ser competitivos.

## Resumen de la temporada
El año 1998 fue muy decepcionante en comparación con la anterior campaña en la que se ganó el campeonato. El equipo terminó en un distante tercer lugar en el Campeonato de Constructores, con tres podios y ninguna victoria, muy por detrás de McLaren y Ferrari.
Villeneuve no estaba contento con la temporada y no tuvo posibilidades de defender su título. Firmó con el nuevo equipo British American Racing en 1999, y Frentzen se fue a Jordan después de pasar dos temporadas a la sombra de su compañero de equipo.
Williams utilizó los logotipos de 'Winfield', excepto en los Grandes Premios de Francia, Gran Bretaña y Alemania.

## Resultados
(Clave) (negrita indica pole position) (cursiva indica vuelta rápida)

| Año     | Motor          | Neu. | N.º | Pilotos               | 1   | 2   | 3   | 4   | 5   | 6   | 7   | 8   | 9   | 10  | 11  | 12  | 13  | 14  | 15  | 16  | Puntos | Pos. |
| ------- | -------------- | ---- | --- | --------------------- | --- | --- | --- | --- | --- | --- | --- | --- | --- | --- | --- | --- | --- | --- | --- | --- | ------ | ---- |
| 1998    | Mecachrome V10 | G    |     |                       | AUS | BRA | ARG | SMR | ESP | MON | CAN | FRA | GBR | AUT | GER | HUN | BEL | ITA | LUX | JPN | 38     | 3º   |
| 1998    | Mecachrome V10 | G    | 1   | Jacques Villeneuve    | 5   | 7   | Ret | 4   | 6   | 5   | 10  | 4   | Ret | 6   | 3   | 3   | Ret | Ret | 8   | 6   | 38     | 3º   |
| 1998    | Mecachrome V10 | G    | 2   | Heinz-Harald Frentzen | 3   | 5   | 9   | 5   | 8   | Ret | Ret | 15† | Ret | Ret | 9   | 5   | 4   | 7   | 5   | 5   | 38     | 3º   |
| Fuente: |                |      |     |                       |     |     |     |     |     |     |     |     |     |     |     |     |     |     |     |     |        |      |